# Yoraxy Meleán
Yoraxy Meleán est une joueuse de volley-ball d'origine vénézuélienne naturalisée espagnole, née le 1er mai 1975 à Maracaibo (Venezuela). Elle mesure 1,78 m et joue au poste de passeuse. 

## Clubs
| Club                            | De        | À         |
| ------------------------------- | --------- | --------- |
| Agrupación Deportiva A Pinguela | 1995-1996 | 2001-2002 |
| Club Voleibol Benidorm          | 2002-2003 | 2004-2005 |
| Club Voleibol Tenerife          | 2005-2006 | 2005-2006 |
| Santeramo Sport                 | 2006-2007 | 2006-2007 |
| Club Voleibol Ciutadella        | 2007-2008 | 2011-2012 |
| Club Voleibol Murillo           | 2012-2013 | 2016-2017 |
| Clube Kairós                    | 2017-2018 | …         |

## Palmarès
- Championnat d'Espagne
  - Vainqueur : 2006, 2011, 2012, 2014, 2015, 2016, 2017.
  - Finaliste : 2010, 2013.
- Coupe d'Espagne
  - Vainqueur : 2006, 2014, 2015, 2016.
  - Finaliste : 2009, 2011, 2013, 2017.
- Supercoupe d'Espagne
  - Vainqueur : 2013, 2014, 2015.
  - Finaliste : 2009, 2012, 2016.